# Convento de São João de Cabanas
O Convento ou Mosteiro de São João de Cabanas, localiza-se na freguesia de Afife, município de Viana do Castelo, distrito de Viana do Castelo, em Portugal.
É constituído por igreja de nave única com torre sineira, dependências monacais, claustro e sacristia, de linhas arquitetónicas que datam dos séculos XVIII e XIX. 

## História
O Convento de São João de Cabanas era masculino, e pertencia à Ordem de São Bento.
Foi remodelado no século 17 e mantém até hoje o mesmo perfil arquitetónico.
Foi comprado em 1897 por Cunha Pimentel, antigo Governador Civil do Porto, avô de Pedro Homem de Mello.
Foi residência do poeta Pedro Homem de Mello.
O mosteiro foi adquirido em 2019 pela cantora suíça Nathalie d’Ornano que, após ali viver durante dois anos, decidiu reabilita-lo para alojamento turístico.
As obras de reabilitação, contemplam uma intervenção nos azulejos e altar da sacristia, na talha da igreja e numa janela e pedra tumular que remonta ao século XII.
A reabilitação do Convento recebe uma menção honrosa no European Prize of Architecture Philippe Rotthier 2024 da responsabilidade do arquiteto Fernando Cerqueira Barros, de Arcos de Valdevez.